# Saccheggio di Camarina
Il saccheggio di Camarina si svolse nella primavera del 405 a.C. Ermocrate aveva saccheggiato i territori cartaginesi da Selinunte dopo il 408 a.C. e, come risposta, i cartaginesi inviarono un esercito in Sicilia sotto il comando di Annibale Magone e Imilcone II, della dinastia Magonide, che affrontarono una coalizione guidata dai greci di Sicilia sotto l'egida di Siracusa. I greci furono costretti ad abbandonare Agrigento nell'inverno del 406 a.C. dopo 8 mesi di assedio. Annibale era morto ad Agrigento a causa della peste durante l'assedio, ciononostante i cartaginesi saccheggiarono la città e svernare lì; successivamente attaccarono Gela nella primavera del 405 a.C. Da questo momento, Dionisio divenne tiranno della città di Siracusa, ma il suo esercito fu sconfitto nella battaglia di Gela. Sebbene le perdite greche furono lievi, Dionisio evacuò la città che i cartaginesi saccheggiarono il giorno seguente. I cartaginesi ritornarono a Camarina dopo una marcia forzata coi fuggitivi gelesi il giorno successivo al saccheggio di Gela. Dionisio ordinò ai cittadini di Camarina di lasciare la loro città piuttosto che organizzare la difesa. Mentre l'esercito del tiranno si stava ritirando a Siracusa, una parte dei greci gli si ribellarono e occuparono la città, che Dionisio, più tardi, riuscirà a riprendere. I cartaginesi saccheggiarono Camarina prima di aver firmato un accordo per regolare il controllo delle polis siciliane. Cartagine aveva raggiunto l'apice del suo controllo in Sicilia, che non sarebbe stato toccato se non alla morte di Agatocle nel 289 a.C.